# ألفريد دي فينيي
ألفريد فيكتور فينيي (بالفرنسية: Alfred de Vigny)‏، ثم الكونت دي فينيي، المولود في 27 مارس 1797 في لوش، وتوفي في 17 سبتمبر 1863 في باريس، وهو كاتب وروائي وكاتب مسرحي وشاعر فرنسي.
وكأحد الشخصيات المؤثرة في الرومانسية، كتب جنبًا إلى جنب مع حياة عسكرية بدأت في عام 1814 ونشر قصائده الأولى في عام 1822. مع نشر سينك مارس في عام 1826، ساهم في تطوير الرواية التاريخية الفرنسية. تُعد ترجماته المتشكلة لشكسبير جزءًا من الدراما الرومانسية، وكذلك مسرحية شاترتون (1835). يتميز عمله بالتشاؤم الأساسي ونظرة غير محببة للمجتمع. قام بتطوير عدة مرات موضوع المنبوذ، المتجسد من قبل الشاعر، النبي، النبيل، الشيطان أو الجندي. يتميز شعره بحماسة متكبرة، يتم التعبير عنها في آيات كثيفة ومتفرقة، غنية في كثير من الأحيان بالرموز، معلنة الحداثة الشعرية لبودلير وفيرلين ومالارميه.

## حياته
ولد الفريد دي فيني في نهاية القرن الثامن عشر، في عائلة من طبقة النبلاء العسكرية القديمة. بعد حياة من الحامية الرتيبة - قضى خمسة عشر عامًا في الجيش دون قتال - كان يتردد على الأوساط الأدبية في باريس ولا سيما في سينتر رومانسي فيكتور هوغو. من 1822 إلى 1838، كتب قصائد (قصائد قديمة وحديثة)، وروايات (مثل ستيلو)، ودراما (مثل لا ماريشال دونكر) وأخبار (العبودية العسكرية والعظمة) التي جلبت له الشهرة. في عام 1838، بعد استراحة عاطفية مع ماري دورفال وموت والدته، استقر ألفريد دي فينيي لأول مرة في ولاية ماين-جيرود، ومقره في شارينت. إنه يستمتع بالوحدة ويعتني بزوجته المريضة طريحة الفراش. بالعودة إلى باريس، يمتزج مرة أخرى مع الحياة السياسية والأدبية. نجح في عام 1845 في انتخابه، في نهاية المحاولة الخامسة، للأكاديمية الفرنسية. من ناحية أخرى، فشل المرشح في شارينت، خلال انتخابات عام 1848، في عملية الانتداب.
بعد ذلك، قام بعدة رحلات إلى ولاية ماين جيرود، مع السيدة فيني لشركة فقط، لكنه يعيش بشكل رئيسي في باريس. يكتب القليل وينشر نادرًا ولكنه يتأمل ويقرأ كثيرًا. لقد مات بسبب سرطان في المعدة، بعد معاناة بطيئة يدعمها بصبر ورواق. نشرت مجموعته المصائر بعد وفاته في عام 1864. وكشفت مذكراته في عام 1867.

## قائمة التسلسل الزمني للأعمال
- قصائد (1822)
- إلوا، أو أخت الملائكة (1824)
- قصائد قديمة وحديثة (1826)
- خمسة مارس (1826)

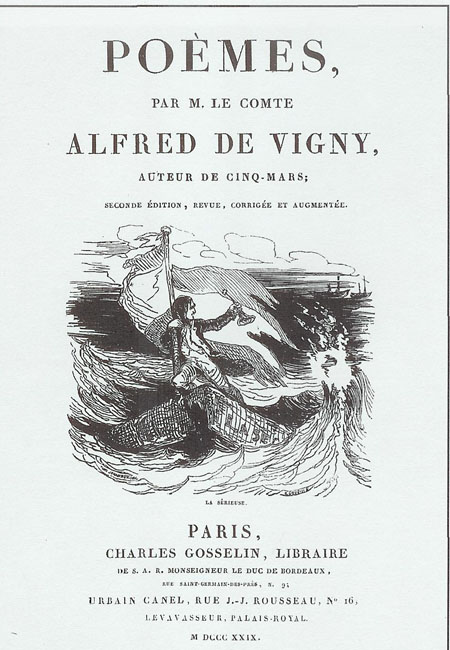
قصائد قديمة وحديثة، صفحة العنوان من طبعة 1829

- روميو وجولييت (1828)، ترجمة إلى آية من مسرحية شكسبير
- Shylock (1828)، والتكيف في آية تاجر البندقية
- The Venice More (1829)، ترجمة في آية عطيل، تسبقها رسالة إلى اللورد
- Maréchale d'Ancre (1830)
- العالم (مشاهد الصحراء) (1831) (غير مكتملة)
- مشاورات الدكتور بلاك: ستيلو أو الشياطين الأزرق: أول استشارة (1832)
- ترك للخوف (1833)
- العبودية العسكرية والعظمة (1835)
- تشاترتون (1835)
- غار: المشاورة الثانية للدكتور بلاك (1837) (غير مكتمل)
- القدر (1864)
- مجلة شاعر (1867) ؛ أعيد إصدارها من قبل Gallimard في مجموعة مكتبة Pléiade .
- الأعمال الكاملة (1883-1885)

## وصلات خارجية
- ألفريد دي فينيي على موقع الموسوعة البريطانية (الإنجليزية)
- ألفريد دي فينيي على موقع ميوزك برينز (الإنجليزية)
- ألفريد دي فينيي على موقع إن إن دي بي (الإنجليزية)
- ألفريد دي فينيي على موقع ديسكوغز (الإنجليزية)